# Kaito Kuwahara
Kaito Kuwahara (桑原 海人 Kuwahara Kaito?), född 5 oktober 2000 i Fukuoka prefektur, är en japansk fotbollsspelare.
Kuwahara började sin karriär 2019 i Avispa Fukuoka.